# The Middle (Jimmy Eat World)
The Middle è un singolo del gruppo musicale statunitense Jimmy Eat World, pubblicato nel 2001 ed estratto dal loro quarto album in studio Bleed American.

## Tracce
7"
1. The Middle
2. A Praise Chorus (Radio 1 Session)

## Video
Il videoclip della canzone è stato diretto da Paul Fedor.